# Rocchetta di Vara
Rocchetta di Vara – miejscowość i gmina we Włoszech, w regionie Liguria, w prowincji La Spezia.
Według danych na rok 2004 gminę zamieszkiwały 852 osoby, 26,6 os./km².